# Кадам
Кадам или още Кадампа е традиция на тибетския будизъм принадлежаща към Махаяна. Основана е от тибетския светски учител Дромтонпа, главен ученик на Атиша (982 – 1054). Дромтонпа предава три линии на приемственост на своите ученици. Школата е почитана най-много заради своето честно отношение към будистката практика. Най-известна е с ученията си за просветленото отношение Бодхичита, впоследствие послужили за основа на Лоджонг и Ламрим, основани на ученията „Етапи на Пътя“ на Атиша.

## Линиите в Кадам
След смъртта на Атиша неговият главен ученик Лама Дромтонпа (1005 – 1064) организира наследеното в приемственост известна като „Четири Буда Аспекта и Три Дхарми“ – традиция, в която практикуващият може да получи всичко учения на Сутра и Тантра по непротиворечив начин и може да ги използва като допълващи се методи за постигане на просветление.
Лама Дромтонпа разделя приемствеността на три части: „Традицията на Писанията“, „Устната Приемственост“ и „Същностните Инструкции“. Той ги предава съответно на тримата си основни ученици или „Тримата Благородни Братя“ – Геше Потова, Геше Ченгава и Геше Пучунгва.
Дромтонпа основава манастира Ретинг през 1056 в долината Ретинг Цампо северно от Лхаса, който става седалище на линията. В близките долини Пенпо Чу и Гиама също намират място манастири на Кадам. 

## Линия на устната приемственост
Геше Ченгава (Ченгава Цултрим Бар) поема отговорността за устната приемственост, отнасяща се главно до Четирите Благородни Истини. Един от неговите ученици Джаюлва получава специалната линия на практиката, наречена Ченга Кагю, която се превръща в част от линията Дакпо Кагю.

## Линия на същностните инструкции
Геше Пунчунгва получава приемствеността и отговорността за „Същностните Инструкции“ от шестнадесетте цикъла на Кадампа. Получава също така посвещения, инструкции и тайни учения върху „Лампа по пътя към Просветлението“. Линията на същностните инструкции се корени в тайните учения на Атиша, включени в „Скъпоценната Книга на Майсторите на Кадампа: Скъпоценна Броеница от Дълбоки Инструкции за Пътя на Бодхисатва“. Този текст се смята за основен за Кадампа. Тези учения са предавани в пълна тайна от един учител на един ученик до Нартанг Шону Лодро. По-късно обаче те са включени в линията Карма Кагю от Пал Цуклак Тренгва и в линията Гелуг от Първия Далай Лама Гендюн Друб.

## По-късно развитие
Реформаторът Дзонкапа събира трите линии на Кадампа и ги комбинира с учения от Сакя, Кагю и други школи. Неговото влияние е такова, че последователите му стават известни като „Новите Кадампи“ или по-често Гелуг за разлика от предшествениците си, известни като „Стари Кадампи“ или просто „Кадампи“. Към края на 16 век Кадам престава да съществува като отделна традиция. 
Другите три линии на Тибетския Будизъм Нингма, Сакя и Кагю също интегрират Лоджонг в своите традиции. Така например Гампопа, който преди да стане главен ученик на Миларепа шест години практикува ученията на Кадам впоследствие внася Лоджонг и Ламрим в своята линия – Кагю. В днешно време традицията Гелуг предава „Писмената Традиция на Шестте Канонични Текста“. Заедно с Дагпо Кагю те държат „Сърцевинни Инструкции за Шестнадесетте Същности“, а Дагпо Кагю държи „Ключови Инструкции за Четирите Благородни Истини“.